# 代布雷泰
代布雷泰，是匈牙利包尔绍德-奥包乌伊-曾普伦州所辖的一个村。总面积9.62平方公里，总人口16，人口密度1.7人/平方公里（2011年1月1日）。